# Wasvoorschrift

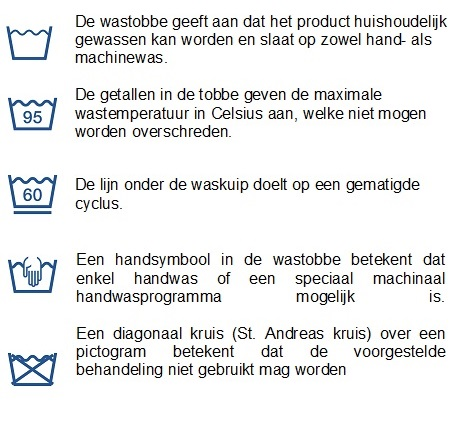
Wassymbolen

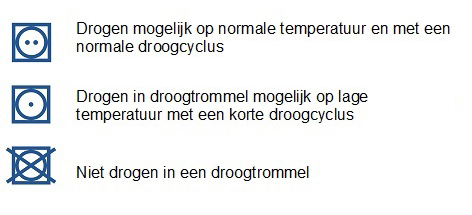
Droogsymbolen

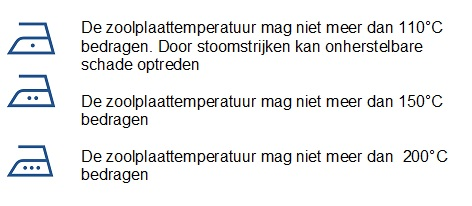
Strijksymbolen

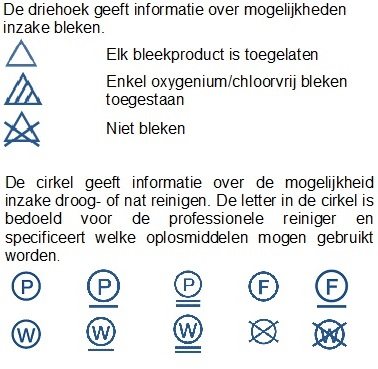
Bleeksymbolen en professionele reinigingssymbolen

Een wasvoorschrift is een voorschrift dat omschrijft hoe een textielproduct bij het wassen behandeld moet worden. Het wordt vaak bevestigd aan het textielproduct in de vorm van een etiket, tegenwoordig wordt het ook regelmatig aan de binnenkant van de kleding gedrukt. Indien het wasvoorschrift aan kleding is bevestigd, is dit op een zodanige plaats dat het niet zichtbaar is wanneer iemand deze kleding op een normale manier draagt. In bepaalde gevallen bestaat een wasvoorschrift enkel uit symbolen, in andere gevallen uit een beknopte tekst met instructies, en vaak bestaat een wasvoorschrift uit beide. De symbolen zeggen iets over hoe te wassen, te bleken, te drogen, te strijken en, voor de professionele wasserijen, hoe te stomen of te reinigen. Er zijn verschillende soorten wasvoorschriften, maar deze van Ginetex zijn aanvaard als internationale standaard (ISO3758). Japan paste zijn wetgeving aan en schakelde op 1 december 2016 over naar de Ginetexsymbolen. De Verenigde Staten en Canada hanteren eigen symbolen. Veel wasvoorschriften hebben de eigenschap dat ze na herhaald wassen verbleken en soms zelfs geheel uitgewist raken. Andere wasvoorschriftlabels zijn van een dusdanig irriterend materiaal gemaakt, of met prikkend garen er ingenaaid, dat de drager van het kledingstuk dit label bij het eerste gebruik er al uitknipt en weggooit, en zo kan er belangrijke informatie verloren gaan.

## Geschiedenis
Het wasvoorschrift werd geïntroduceerd door de Vereniging Textieletikettering voor Was- en Strijkbehandeling die in oktober 1957 werd opgericht, hetgeen internationale gevolgen had, want de vereniging stelde de behandelingssymbolen, die later pictogrammen werden genoemd, ter beschikking aan zusterverenigingen in het buitenland. Het wasvoorschrift, en het bijbehorende boekje, was in die tijd vooral bedoeld voor huisvrouwen en aanstaande huisvrouwen, alsmede voor leerlingen bij het nijverheidsonderwijs, derhalve geheel conform de tijdgeest alleen op vrouwen gericht.
De aanleiding voor het wasvoorschrift was dat de oorspronkelijke, vertrouwde, stoffen zoals wol, katoen, linnen en zijde werden aangevuld en vervangen door modernere stoffen, zoals dralon, trevira, terlenka etc. De huisvrouwen van destijds, die verantwoordelijk waren voor de was, wisten niet hoe deze stoffen behandeld moesten worden. Door te heet wassen of te heet strijken konden de kledingstukken geheel bedorven worden. Ook bleekmiddelen kunnen op deze stoffen een verwoestende werking hebben. Door het vermengen van deze kunstvezels met de traditionele vezels ontstonden steeds meer varianten. Ook kwamen er katoenen "no-iron" stoffen in de handel.
Aan de kledingstukken was destijds op geen enkele manier te zien waar het van gemaakt was, laat staan hoe het behandeld moest worden. Sommige fabrikanten etiketteerden op eigen initiatief, maar elk gebruikte dan eigen symbolen en tekst. De vereniging begon met standaardisatie van de etiketten. Het etiket gaf geen garantie over de kwaliteit van het materiaal, maar gaf wel zekerheid dat vermijdbare fouten niet meer gemaakt zouden worden.

## Pictogrammen
De pictogrammen zijn zo gemaakt dat ze voor leken duidelijk herkenbaar zijn: Een van de pictogrammen heeft de vorm van een wastobbe; het wassen in de wastobbe was bij de ontwikkeling van de textieletikettering namelijk de meest gebruikte wasmethode. Een wastobbe met daarin een temperatuur geeft de maximale temperatuur aan waarbij het artikel gewassen mag worden; de driehoek geeft informatie over het bleken, een vierkant staat voor het droogproces, het strijkijzer geeft aan dat het artikel gestreken mag worden, en de cirkel is het pictogram dat aangeeft welke professionele behandelingen er kunnen toegepast worden. De ISO pictogrammen zijn handelsmerken van het in 1963 opgerichte GINETEX (Groupement International d'Etiquetage pour l'Entretien des Textiles).

### Wol
Het advies is om wol te wassen met een kleine hoeveelheid wolwasmiddel op het wolwasprogramma in de wasmachine, dit is een kort programma, waarvan de wastemperatuur niet hoger is dan 40 graden en dat kort en op een laag toerental centrifugeert, waardoor de wolvezel niet beschadigt, de wol niet gaat vervilten of pillen en de textielverf niet afgeeft.

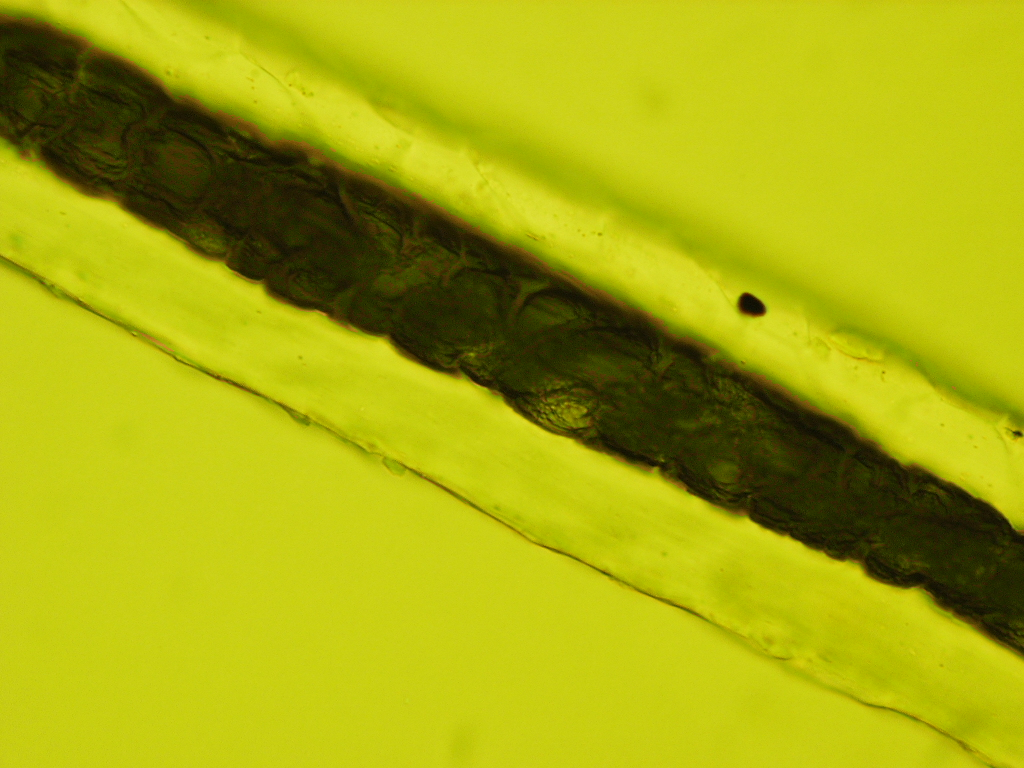
Ruwe wol 40× vergroot

Als er een diagonaal kruis over een pictogram staat betekent dit dat het artikel niet mag behandeld worden door het bedoelde proces.